# Charaxes ochreomacula
Charaxes ochreomacula är en fjärilsart som beskrevs av Van Son 1935. Charaxes ochreomacula ingår i släktet Charaxes och familjen praktfjärilar. Inga underarter finns listade i Catalogue of Life.